# Marketa Lazarová
Marketa Lazarová es una película histórica checoslovaca de 1967 dirigida por František Vláčil. Es una adaptación de la novela Marketa Lazarová (1931) de Vladislav Vančura. La película se desarrolla en un tiempo indeterminado durante la Edad Media, y cuenta la historia de una hija de un señor feudal que es secuestrada por unos caballeros ladrones vecinos y se convierte en la amante de uno de ellos.
Marketa Lazarová fue votada como la mejor película checa de todos los tiempos en una encuesta de 1998 a críticos de cine y publicistas checos.

## Reparto
- Josef Kemr como Kozlík, un granjero bandido que reside en Roháček. Es el rival de Lazar.
- František Velecký como Mikoláš, el segundo hijo de Kozlík
- Ivan Palúch como Adam-Jednoručka, hijo de Kozlík
- Pavla Polášková como Alexandra, hija de Kozlík
- Michal Kožuch como Lazar, un granjero bandido. Es el rival de Kozlík.
- Magda Vášáryová como Marketa Lazarová, hija de Lazar
- Harry Studt como Kristián, un conde sajón
- Vlastimil Harapes como Kristián hijo del conde sajón
- Zdeněk Kryzánek como capitán Pivo
- Zdeněk Řehoř como Sovička
- Naďa Hejná como Kateřina, mujer de Kozlík
- Vladimír Menšík como Bernard
- Karla Chadimová como la abadesa